# Special Olympics
Special Olympics är en internationell idrottsorganisation för människor med intellektuella funktionsnedsättningar. 5 miljoner deltagare från 174 länder tränar och tävlar genom Special Olympics.
Special Olympics grundades i 1968 i Chicago, Illinois, i USA av Eunice Kennedy Shriver.
Organisationen arrangerar bland annat Special Olympics World Games. År 2021 skulle Sverige stått som värd för Special Olympics vinterspel. Sverige ställde dock in i december 2019 på grund av problem med finansieringen.